# Condado de Broome
O Condado de Broome (em inglês:  Broome County) é um dos 62 condados do estado americano de Nova Iorque. A sede e cidade mais populosa do condado é Binghamton. Foi fundado em 1806.
O condado tem uma área de 1 853 km², dos quais 1 828 km² estão cobertos por terra e 25 km² por água, uma população de 200 600 habitantes, e uma densidade populacional de 109,7 hab/km² (segundo o censo nacional de 2010).

## Educação
Principais universidades e instituições de ensino localizadas no condado de Broome:
- Universidade de Binghamton
- Broome Community College (BCC)
- Davis College - uma faculdade cristã privada em Johnson City